# Margherita di Sassonia (1449-1501)
Margherita di Sassonia (Weimar, 1449 – Spandau, 13 luglio 1501) è stata una principessa di Sassonia ed elettrice di Brandeburgo.

## Biografia
Margherita era una figlia del duca Guglielmo III di Sassonia (1425-1482), langravio di Turingia, e di sua moglie Anna (1432-1462), figlia dell'imperatore del Sacro Romano Impero, Alberto II e di sua moglie Elisabetta di Lussemburgo.
Ha vissuto, dopo la fine del matrimonio dei genitori, alla corte di suo padre. Dopo la sua morte è stata alla corte di Turingia dei duchi Alberto e Ernesto di Sassonia.

## Matrimonio
Margherita sposò, il 25 agosto 1476 a Berlino, il principe elettore Giovanni Cicerone di Brandeburgo (1455-1499). La data del matrimonio è stata rinviata a causa delle difficoltà finanziarie.
Dal matrimonio nacquero i seguenti figli:
- Wolfgang, nato e morto nel 1482;
- Gioacchino I di Brandeburgo (21 febbraio 1484–11 luglio 1535);
- Elisabetta, nata e morta nel 1486;
- Anna (27 agosto 1487, Berlino–3 maggio 1514, Kiel), sposò 10 aprile 1502 il re Federico I di Danimarca;
- Ursula (17 ottobre 1488–18 settembre 1510, Güstrow), sposò il 16 febbraio 1507 il duca Enrico V di Meclemburgo-Schwerin.
- Alberto (1490, Berlino–24 settembre 1545, Magonza), cardinale dal 1518, arcivescovo di Magdeburgo nel 1513-14, arcivescovo di Magonza nel 1514-45;

## Morte
Morì il 13 luglio 1501 a Spandau.

## Ascendenza
|                                                          |                                      |                                                               | Genitori                                                    |  |  | Nonni |  |  | Bisnonni                          |  |  | Trisnonni                        |  |
|                                                          |                                      |                                                               |                                                             |  |  |       |  |  | Federico III, margravio di Meißen |  |  | Federico II, margravio di Meißen |  |
|                                                          |                                      |                                                               |                                                             |  |  |       |  |  | Federico III, margravio di Meißen |  |  | Federico II, margravio di Meißen |  |
|                                                          |                                      | Matilde di Baviera                                            |                                                             |  |  |       |  |  | Federico III, margravio di Meißen |  |  |                                  |  |
| Federico I, principe elettore di Sassonia                |                                      |                                                               |                                                             |  |  |       |  |  | Federico III, margravio di Meißen |  |  |                                  |  |
|                                                          |                                      | Caterina di Henneberg-Schleusingen                            | Enrico VIII, conte di Henneberg-Schleusingen                |  |  |       |  |  |                                   |  |  |                                  |  |
|                                                          |                                      | Caterina di Henneberg-Schleusingen                            | Enrico VIII, conte di Henneberg-Schleusingen                |  |  |       |  |  |                                   |  |  |                                  |  |
|                                                          |                                      | Caterina di Henneberg-Schleusingen                            | Giuditta di Brandeburgo-Salzwedel                           |  |  |       |  |  |                                   |  |  |                                  |  |
| Guglielmo III di Sassonia, langravio di Turingia         |                                      | Caterina di Henneberg-Schleusingen                            |                                                             |  |  |       |  |  |                                   |  |  |                                  |  |
|                                                          |                                      | Enrico, duca di Brunswick-Lüneburg                            | Magnus II, duca di Brunswick-Lüneburg                       |  |  |       |  |  |                                   |  |  |                                  |  |
|                                                          |                                      | Enrico, duca di Brunswick-Lüneburg                            | Magnus II, duca di Brunswick-Lüneburg                       |  |  |       |  |  |                                   |  |  |                                  |  |
|                                                          |                                      | Enrico, duca di Brunswick-Lüneburg                            | Caterina di Anhalt-Bernburg                                 |  |  |       |  |  |                                   |  |  |                                  |  |
| Caterina di Brunswick-Lüneburg                           |                                      | Enrico, duca di Brunswick-Lüneburg                            |                                                             |  |  |       |  |  |                                   |  |  |                                  |  |
|                                                          |                                      | Sofia di Pomerania-Wolgast                                    | Vartislao VI, duca di Pomerania-Wolgast                     |  |  |       |  |  |                                   |  |  |                                  |  |
|                                                          |                                      | Sofia di Pomerania-Wolgast                                    | Vartislao VI, duca di Pomerania-Wolgast                     |  |  |       |  |  |                                   |  |  |                                  |  |
|                                                          |                                      | Sofia di Pomerania-Wolgast                                    | Anna di Meclemburgo-Stargard                                |  |  |       |  |  |                                   |  |  |                                  |  |
| Margherita di Sassonia                                   |                                      | Sofia di Pomerania-Wolgast                                    |                                                             |  |  |       |  |  |                                   |  |  |                                  |  |
|                                                          | Alberto IV d'Asburgo, duca d'Austria | Alberto III d'Asburgo, duca d'Austria                         |                                                             |  |  |       |  |  |                                   |  |  |                                  |  |
|                                                          | Alberto IV d'Asburgo, duca d'Austria | Alberto III d'Asburgo, duca d'Austria                         |                                                             |  |  |       |  |  |                                   |  |  |                                  |  |
|                                                          | Alberto IV d'Asburgo, duca d'Austria | Beatrice di Norimberga                                        |                                                             |  |  |       |  |  |                                   |  |  |                                  |  |
| Alberto II d'Asburgo, imperatore del Sacro Romano Impero | Alberto IV d'Asburgo, duca d'Austria |                                                               |                                                             |  |  |       |  |  |                                   |  |  |                                  |  |
|                                                          |                                      | Giovanna di Baviera-Straubing                                 | Alberto I, duca di Baviera-Straubing                        |  |  |       |  |  |                                   |  |  |                                  |  |
|                                                          |                                      | Giovanna di Baviera-Straubing                                 | Alberto I, duca di Baviera-Straubing                        |  |  |       |  |  |                                   |  |  |                                  |  |
|                                                          |                                      | Giovanna di Baviera-Straubing                                 | Margherita di Brieg                                         |  |  |       |  |  |                                   |  |  |                                  |  |
| Anna d'Asburgo                                           |                                      | Giovanna di Baviera-Straubing                                 |                                                             |  |  |       |  |  |                                   |  |  |                                  |  |
|                                                          |                                      | Sigismondo di Lussemburgo, imperatore del Sacro Romano Impero | Carlo IV di Lussemburgo, imperatore del Sacro Romano Impero |  |  |       |  |  |                                   |  |  |                                  |  |
|                                                          |                                      | Sigismondo di Lussemburgo, imperatore del Sacro Romano Impero | Carlo IV di Lussemburgo, imperatore del Sacro Romano Impero |  |  |       |  |  |                                   |  |  |                                  |  |
|                                                          |                                      | Sigismondo di Lussemburgo, imperatore del Sacro Romano Impero | Elisabetta di Pomerania-Stolp                               |  |  |       |  |  |                                   |  |  |                                  |  |
| Elisabetta di Lussemburgo                                |                                      | Sigismondo di Lussemburgo, imperatore del Sacro Romano Impero |                                                             |  |  |       |  |  |                                   |  |  |                                  |  |
|                                                          |                                      | Barbara di Cilli                                              | Ermanno II, conte di Cilli                                  |  |  |       |  |  |                                   |  |  |                                  |  |
|                                                          |                                      | Barbara di Cilli                                              | Ermanno II, conte di Cilli                                  |  |  |       |  |  |                                   |  |  |                                  |  |
|                                                          |                                      | Barbara di Cilli                                              | Anna di Schauenburg                                         |  |  |       |  |  |                                   |  |  |                                  |  |
|                                                          |                                      | Barbara di Cilli                                              |                                                             |  |  |       |  |  |                                   |  |  |                                  |  |